# Леонес Вегетаріанос
Леонес Вегетаріанос Клуб де Футбол або просто Леонес Вегетаріанос (ісп. Leones Vegetarianos Club de Fútbol) — професіональний екваторіальногвінейський футбольний клуб з міста Малабо.

## Історія
Клуб засновано 20 липня 2000 року в місті Малабо іспанцем Хуаном Мануелем Рохасем під назвою «Вегетаріанос Клуб де Футбол». Клуб отримав свою назву, через те що президент-засновник, родом з міста Гранада, який перебував в той час в Екваторіальній Гвінеї, був вегетаріанцем. Але вже наступного року він відправився до Індії, де оголосив голодування. З 2010 року клуб виступає під новою назвою — «Леонес Вегетаріанос Клуб де Футбол». Команда жодного разу не вигравала національний чемпіонат. В 2014 році «Леонес Вегетаріанос» виграв національний кубок.
Перемога в національному кубку дозволила «Леонес Вегетаріанос» взяти участь в попередньому раунді Кубку Конфедерації КАФ 2015 року. Суперником команди був нігерійський клуб Долфінс. Команди обмінялися домашніми перемогами з однаковим рахунком 1:0, переможця було виявлено в серії післяматчевих пенальті, де фортуна була на боці гравців Долфінс. Таким чином, Леонес Вегетаріанос припинив виступи на турнірі вже на стадії попереднього раунду.

## Стадіон
Домашні матчі команда проводить на стадіоні «Естадіо де Малабо», який може вмістити 15 250 уболівальників.

## Принципові суперники
Традиційним суперником «Леонес Вегетаріанос» виступає інший клуб зі столиці держави, міста Малабо, Атлетіко (Сему).

## Досягнення
- Кубок Екваторіальної Гвінеї: 1 перемога

2014

## Виступи в континентальних турнірах КАФ
| Сезон | Турнір                 | Раунд      | Клуб    | Вдома | На виїзді | Загальний      |
| ----- | ---------------------- | ---------- | ------- | ----- | --------- | -------------- |
| 2015  | Кубок Конфедерації КАФ | Попередній | Долфінс | 1-0   | 0-1       | 1-1 (3-5 пен.) |